# 侯氏关木通
侯氏关木通（学名：Isotrema howii），黎语称为汪喉和、雅布伦，为马兜铃科关木通属的植物，是中国的特有植物。分布于中国大陆的海南，生长于海拔200米至600米的地区，见于阳光充足或土壤比较干燥的疏林中，目前尚未由人工引种栽培。
本种以侯宽昭（1908-1959）的姓氏命名。
叶形多变, 多为倒披针形, 先端常具1至数枚圆裂片或尖裂片;檐部内面密被疣点。